# Manuel Flores (político)
Juan Manuel de Jesús Flores Cornejo (Quezaltepeque, La Libertad, 15 de octubre de 1965) es un político salvadoreño. Como miembro del Frente Farabundo Martí para la Liberación Nacional (FMLN), Flores se desempeñó como alcalde de Quezaltepeque de 2003 a 2012 y luego como diputado de la Asamblea Legislativa por La Libertad de 2012 a 2021. Fue candidato presidencial del FMLN en las pasadas elecciones generales de 2024.

## Primeros años
Juan Manuel de Jesús Flores Cornejo nació el 15 de octubre de 1965 en Quezaltepeque, El Salvador. Tiene un título en biología.Se mantuvo por diez años en Nicaragua donde estudio la licenciatura en biología y fungió como catedrático en la Universidad Nacional Autónoma de Nicaragua-Managua (UNAN).

## Carrera política

### Alcalde de Quezaltepeque
En las elecciones municipales de 2000, Flores fue elegido como miembro del consejo municipal de Quezaltepeque. En las elecciones municipales de 2003, fue elegido alcalde del municipio, sucediendo al alcalde de FMLN, Roberto Argüello. Flores fue reelegido como alcalde en 2006 y 2009.

### Diputado de la Asamblea Legislativa
En las elecciones legislativas de 2012, Flores fue elegido como diputado de la Asamblea Legislativa por el departamento de La Libertad. Fue sucedido por Carlos Antonio Figueroa de la Alianza Republicana Nacionalista (ARENA) como alcalde de Quezaltepeque. Fue reelegido en las elecciones legislativas de 2015 y de nuevo en las elecciones legislativas de 2018.
Flores no buscó la reelección en 2021, ya que los estatutos del partido FMLN prohíben a los diputados buscar tres mandatos consecutivos. En cambio, Flores se postuló para ser elegido como miembro del Parlamento Centroamericano (PARLACEN) por el FMLN. No obstante, Karina Sosa fue electa en su lugar.

### Campaña presidencial de 2024
Antes de las elecciones generales de 2024, Flores mostró interés en postularse para presidente con el FMLN. El 29 de mayo de 2023, Flores se registró oficialmente como precandidato presidencial en el FMLN, siendo el único candidato del partido a la presidencia. Werner Marroquín fue seleccionado como su compañero de fórmula. El 16 de julio de 2023, Flores fue confirmado oficialmente como candidato presidencial del FMLN. El 7 de septiembre de 2023, el FMLN comenzó el proceso de registro de las candidaturas de Flores y Marroquín.

## Posiciones políticas

### Relaciones con China
Flores prefiere tener relaciones diplomáticas con la República Popular China en lugar de la República de China (Taiwán). En 2004, Flores estableció la Asociación Salvadoreña de Amistad con el Pueblo de China (ASACHI). Flores ha financiado organizaciones en Costa Rica, El Salvador y Nicaragua que apoyan las relaciones con China, incluida la Federación Centroamericana de Amistad con China. Flores se ha desempeñado anteriormente como embajador de El Salvador en Taiwán. En 2018, Flores ayudó al gobierno salvadoreño a reconocer oficialmente a la República Popular China como el gobierno legítimo de China, anulando sus relaciones con Taiwán. Con respecto a China, Flores declaró que "China no es un invasor, no es un colonizador". En 2021, Flores celebró la donación de China de 150.000 vacunas contra la COVID-19 a El Salvador.

### Relaciones con Palestina y Sahara Occidental
Flores también apoya el fortalecimiento de las relaciones con el Estado de Palestina y la República Árabe Saharaui Democrática.

### Relaciones con Nicaragua
Cuando se le pregunto en una entrevista lo que opinaba sobre la comparación que se hacía entre el Gobierno de Nayib Bukele con el de Daniel Ortega en Nicaragua, se limitó a decir: 

 No tiene comparación. En Nicaragua hubo una revolución en el 79, la gente se empoderó de las transformaciones, la gente tiene educación gratuita, salud gratuita, es el país con mayor producción de granos básicos, el tercero de carne en el mundo. El Salvador de ahí se abastece, de ese país que tanto critican, de ahí viene el queso, la crema, los frijoles, de ahí viene el maíz. Y hay grandes inversionistas salvadoreños en Nicaragua, miles de salvadoreños viviendo en Nicaragua, turistas salvadoreños que van a Nicaragua, académicos, intercambios.

Es decir, hay tantas cosas pero solo se quiere tomar a Nicaragua desde el punto de vista electoral para hablar de lo que está ocurriendo. 
Manuel Flores, El Diario de Hoy.

### Guerra entre Rusia y Ucrania
Flores considera que no es necesario pronunciarse a favor o en contra sobre un tema como la guerra entre Rusia y Ucrania, según sus palabras: "Lo que Estados Unidos quiere es que usted haga lo que ellos dicen, o que mire condene (...)", considera que tiene todo el derecho de decidir si condenar o no.